# Apostenus algericus
Apostenus algericus är en spindelart som beskrevs av Robert Bosmans 1999. Apostenus algericus ingår i släktet Apostenus och familjen månspindlar.
Artens utbredningsområde är Algeriet. Inga underarter finns listade i Catalogue of Life.